# Andrea Agnello (sceneggiatore)
Andrea Agnello (Terracina, 6 giugno 1976) è uno sceneggiatore italiano.

## Biografia
Si diploma in sceneggiatura al Centro Sperimentale di Cinematografia nel 2005. Nel 2006 inizia a collaborare con Giovanni Veronesi con cui firma quattro film (Manuale d'amore 2 - Capitoli successivi, Biglietto d'oro della stagione cinematografica 2006/2007, Italians, Biglietto d'oro della stagione 2008/2009, Genitori & figli - Agitare bene prima dell'uso e Manuale d'amore 3).
Nel 2011 collabora con Fausto Brizzi alla sceneggiatura del suo film Com'è bello far l'amore, con Fabio De Luigi e Claudia Gerini.
È stato nel team di scrittura della serie di grande successo I liceali, prodotta dalla Taodue, e story editor della serie tv Benvenuti a tavola, andata in onda nel 2012 su Canale 5 con ottimo riscontro di pubblico.
Più di recente è tra gli autori di Fuoriclasse, fiction prodotta dalla Rai campione d'ascolto sul mondo della scuola con Luciana Littizzetto protagonista.

## Filmografia

### Cinema
- Autoritratto, regia di Francesco Amato - cortometraggio (2004)
- Ma che ci faccio qui!, regia di Francesco Amato (2006)
- Manuale d'amore 2 - Capitoli successivi, regia di Giovanni Veronesi (2007)
- Italians, regia di Giovanni Veronesi (2009)
- Genitori & figli - Agitare bene prima dell'uso, regia di Giovanni Veronesi (2010)
- Manuale d'amore 3, regia di Giovanni Veronesi (2011)
- I più grandi di tutti, regia di Carlo Virzì (2011)
- Com'è bello far l'amore, regia di Fausto Brizzi (2012)
- Quel bravo ragazzo, regia di Enrico Lando (2016)
- Mollami, regia di Matteo Gentiloni (2019)

### Televisione
- I liceali – serie TV, episodio 1x04 (2008)
- Piper – miniserie TV, episodi 1x03-1x04 (2009)
- Benvenuti a tavola - Nord vs Sud – serie TV (2012-2013)
- Fuoriclasse – serie TV, episodio 3x04 (2015)
- Volevo fare la rockstar – serie TV (2019)